# バルサン
バルサン（Varsan）は、1954年より中外製薬がブランドの使用を始め、2004年から2018年までは同社から譲渡を受けたライオンが、2018年以降はライオンから譲渡を受けたレックがそれぞれ製造・販売する医薬品の燻蒸・燻煙式を主とした殺虫剤のブランド。
本稿では、バルサンの製造を行っているレック子会社のバルサン株式会社についても記述する。

## 概要

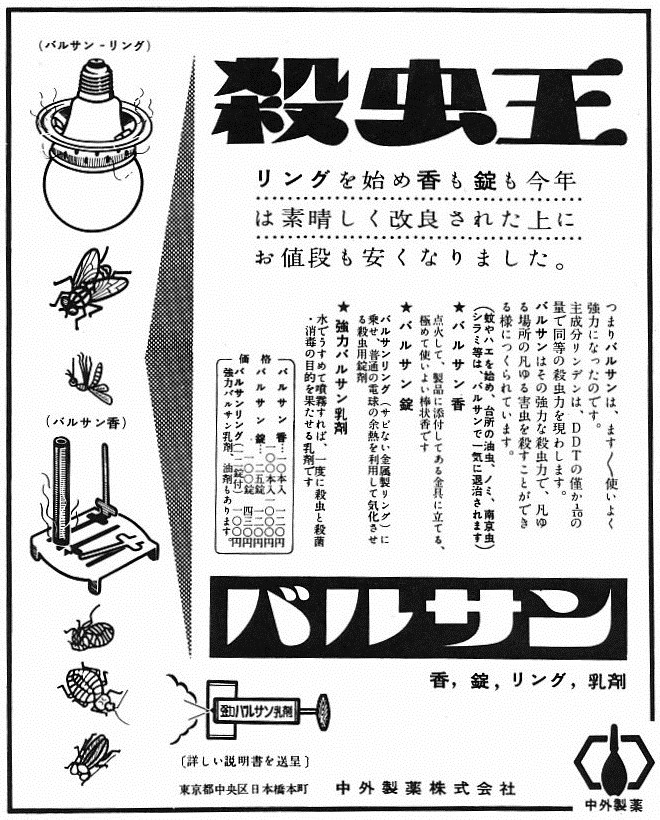
発売当初のバルサンの広告

『バルサン』ブランドの製品第一号は、1954年に中外製薬から発売された燻蒸式殺虫剤『バルサン錠』。高純度のγ-BHCを小型錠剤化したもので、これをスプーンの上に乗せてローソクの火などで加熱して揮発させるものであった。後に『バルサン錠』を電球の余熱を利用して簡便に加熱できる『バルサンリング』も用意され、現在の「電気蚊取」の前身といえるものであった。
『バルサン』ブランドの由来は、当時米国で爆発的な人気を博していた有機塩素系殺虫剤『バルカザン（Varcasan）』にちなみ、これにもともと中外製薬が有していた商標『バルサン（Varsan）』をあてたもの。また『バルカザン』から「カ」の文字を抜くことで、「カ=“蚊”」を取るという解釈も含まれている。
2004年12月29日をもって中外製薬がライオンに一般消費者向け医薬品などの事業および『バルサン』の商標を譲渡したために、ライオンの製品となっていたが、2018年12月28日付で、商標権・製造権・販売権並びに製造を行っているライオンパッケージング株式会社全株式がライオンからレックへ再度譲渡された。同時にライオンパッケージングの商号も、バルサン株式会社へ変更された。
くん煙剤は医薬品扱いであったが、現在は『バルサン』の知名度を活かして害虫に関する総合ブランドとなっている。そのために、ライオンに移管後、医薬品や医薬部外品（防除用医薬部外品）ではない製品も出回った。医薬品の商品が多いため、販売チャネルは、主に薬局・薬店やドラッグストアでの取り扱いが多い。移管後ブランドロゴが若干変更されているほか、テレビCMでは冒頭画面右上に小さくブランドロゴを表示している。また移管後もテレビCMでは商品名のサウンドロゴも継承している。
強めな噴射力と拡散力で殺虫成分が部屋の隅々まで運び、隙間などに隠れていたゴキブリや見つけにくかったダニ・ノミなどの害虫を逃さず、部屋中くまなく駆除できるのが特徴。ゴキブリ・ダニなどの害虫を退治する医薬品の燻蒸・燻煙式殺虫剤としては、アース製薬の『アースレッド』と並んで一般的な商品であり、燻蒸・燻煙式殺虫剤を使うことを「バルサンする」と形容するほど定着している。
『バルサン』といえば、蓋に付いているすり板で、中央のヘッドを擦って起動するもの（『バルサンSPジェット』『バルサンSXジェット』『バルサンプロEX』『バルサンいや〜な虫』）が有名だが、後になって『アースレッド』と同じく容器に水を注いだ後、それに缶を入れて起動するもの（『水ではじめるバルサン』）や、『カチッ』と鳴るまでボタンを押し込んで起動するもの（『霧のバルサン』）も登場した（いずれも中外製薬時代から発売）。
ライオン移管後、電気や電池を使わずに害虫を寄せ付けない置き型虫除けの『バルサン虫除けキューブ』（2006年発売）、ぬいぐるみやクッションなどのダニを薬剤を使わずに窒息死させ駆除する『バルサンダニ駆除パック』（2006年発売／現在は生産中止）、殺虫成分を使わずマイナス40度の冷却効果で害虫を駆除する『氷殺ジェット』（2007年3月発売／現在は販売中止）など、中外製薬時代にはほとんど不可能であった家庭用品メーカーライオンのノウハウを生かした商品を発売した。
『バルサン』のくん煙剤は入手性が良く物性が知られていることから、空気の流れを最適化する必要がある飛行機や自動車の車体形状を実験検討する（風洞実験）ために用いるトレーサーの代表的なものとされ、以前は論文に「Varsan」が見られた。
2009年の「バルサンプロEX」のテレビCMから薬事法の改正により、中外製薬時代以来続けていた「使用上の注意をよく読んで正しくお使い下さい。」のテロップが表示されなくなったが、2022年、IKKOをCMキャラクターに起用した「青のバルサン」のCMに、画面右下にテロップが表示されている。
2020年2月、レック移管後初めてとなる新商品を発売。
新商品は防除用医薬部外品や雑貨品の為、ドラッグストアの他、スーパーマーケットやホームセンターなどでもバルサンブランドの商品が店頭に並ぶようになった。ライオン同様、家庭用品のノウハウを生かしている。
歴代キャラクターは中外製薬時代は「バルサン王」、ライオン時代は「バルサンマン」（バルサンプロEXのCMのみ）がある。
製造は、中外製薬時代は永光化成が、ライオン→レック時代はライオンパッケージング→バルサンがそれぞれ担当している。尚、バルサンの本社は、ライオンパッケージング時代の2017年12月に洗濯用洗剤や柔軟剤を製造していたライオンパッケージング市原工場を閉鎖した上で、業務をライオン千葉工場へ移管したのに伴い、2018年1月に千葉県市原市からバルサンの製造拠点がある福島県矢吹町へ移転している。また、ライオンからシステマの一部製品やルックプラス おふろの防カビくん煙剤などの生産を受託している。2019年9月9日にバルサン本社で行われた「レック株式会社主催“大感謝祭プロレス in 矢吹町”Wrestle-1」において、旧ブランド保有元のライオンのキャラクターである「ライオンちゃん」と現ブランド保有元のレックのキャラクターである「激落ちくん」が共演を果たした。
バルサンは2021年6月8日に福島県白河市と立地協定を締結。2022年9月から白河市の新工場が稼働している。
なお、類似ブランドとして「バルくん」があるが、これはレック（新法人）の旧社名であるスルガ株式会社名義で販売され、100円ショップを主に納入されている。

## ブランド保有元
- 中外製薬 - 1954年〜2004年12月
- ライオン - 2004年12月〜2018年12月
- レック - 2018年12月〜

## 商品ラインナップ

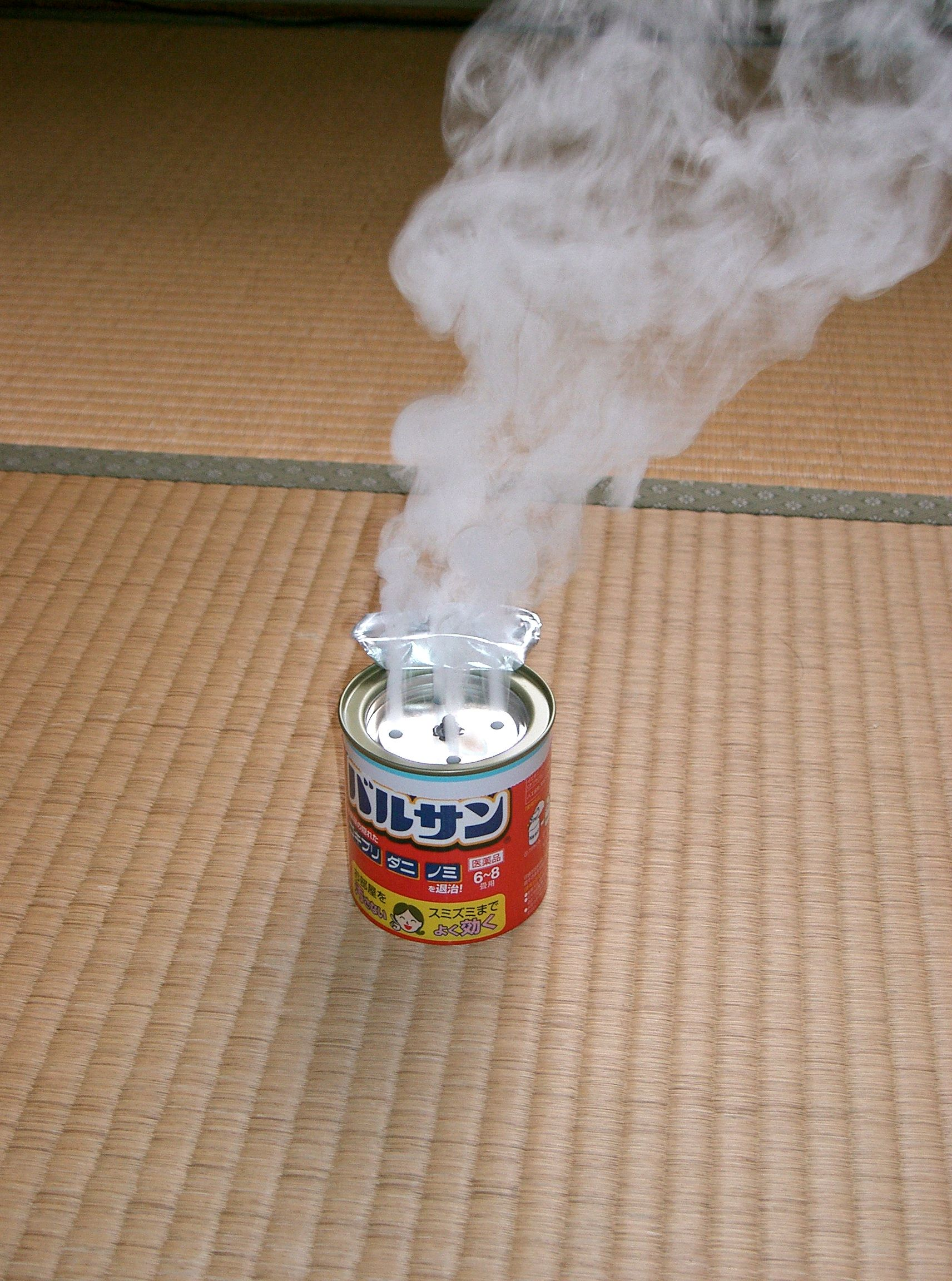
くん煙式バルサン
（バルサンSPジェット）

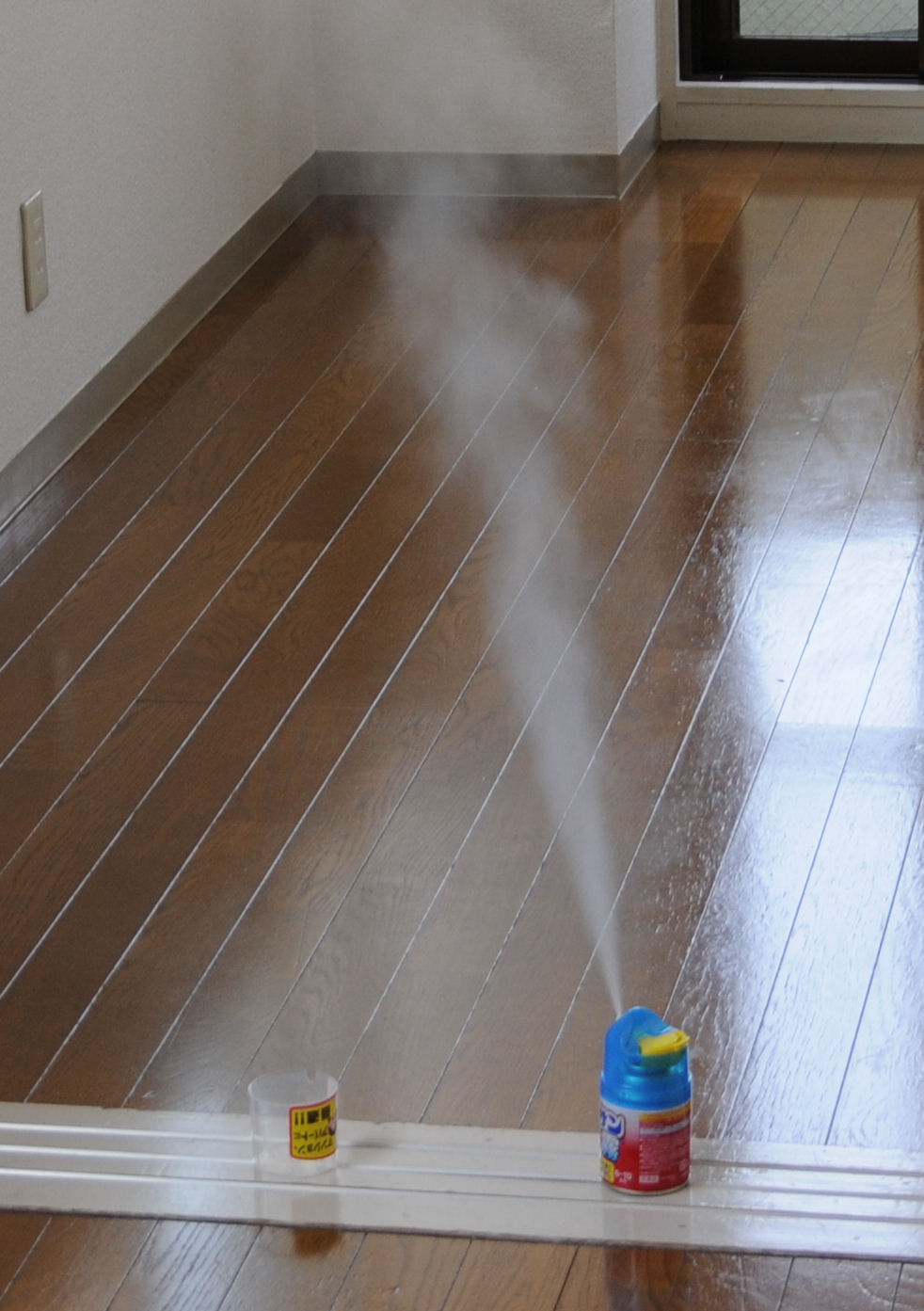
くん蒸式バルサン（霧のバルサン）

### 家庭用製品

#### くん煙殺虫剤（医薬品）
※「バルサンプロEX ノンスモーク霧タイプ」の発売に伴い、他のバルサンのくん煙殺虫剤もパッケージデザインを変更し、新たに火災警報機用カバーを同梱した。
バルサン（現販売名：バルサン・SPジェット）
【第2類医薬品】
蓋を取って、そのスリ板の部分で、中央のヘッドをシュッと擦るタイプ。
バルサンプロEX（販売名：バルサンCPMジェット）
【第2類医薬品】
2009年3月発売。3種類の有効成分（d・d-T-シフェノトリン、メトキサジアゾン、フェノトリン）を配合し、従来の有効成分では完全に駆除できなかった「抵抗性ゴキブリ」にも効果がある、前述の蓋を取って擦るタイプ。2010年3月には12 - 16畳用を追加発売。
水ではじめるバルサン
【第2類医薬品】
容器に水を注ぎ、それに金属缶を浸けるタイプ。ライオン移管後に発売された「ルックプラス おふろの防カビくん煙剤」はこの応用例。
水ではじめるバルサンプロEX（販売名：水ではじめるバルサンCPM）
【第2類医薬品】
2010年3月発売。3種類の有効成分（d・d-T-シフェノトリン、メトキサジアゾン、フェノトリン）を配合し、従来の有効成分では完全に駆除できなかった「抵抗性ゴキブリ」にも効果が保たれる、前述の水に浸けるタイプ。
バルサンプロEX ノンスモーク霧タイプ（販売名：霧のバルサンa）
【第2類医薬品】
2012年3月発売。3種類の有効成分（d・d-T-シフェノトリン、メトキサジアゾン、フェノトリン）を配合し、従来の有効成分では完全に駆除できなかった「抵抗性ゴキブリ」にも効果がある霧タイプ。ボタンを押すだけで始動でき、｢霧｣しか出ないので、使用方法に従って使用すれば火災警報器に反応しない設計である（ガス警報器では反応する場合がある）。ハーブミントの香り。
水ではじめるラクラクバルサン（販売名：バルサンG）
【第2類医薬品】
2022年3月発売。植物や精密機械にカバーを使わなくても、燻煙前の事前準備がより楽になる。2種類の有効成分（メトキサジアソン、d･d-T-シフェノトリン）を配合した、容器に水を注ぎ、それに缶を浸けるタイプ。

#### くん煙殺虫剤（雑貨品）
バルサンワンタッチ煙タイプ
不快害虫用。噴射力の強いふたを取ってこするタイプ。
バルサン火を使わない水タイプ
不快害虫用。煙の少ない水ではじめるタイプ。
バルサンワンプッシュ霧タイプ
不快害虫用。ボタンを押すだけで始動する霧タイプで、使用方法に従って使用すれば火災警報器に反応しない設計である（ガス警報器では反応する場合がある）。
バルサンいや〜な虫
不快害虫用。ふたを取ってこするタイプ。
業務用バルサン飲食店まるごと殺虫
飲食店向けの不快害虫用。ふたを取ってこするタイプ。
業務用バルサン事務所・工場まるごと殺虫
事務所・工場・倉庫向けの不快害虫用。ふたを取ってこするタイプ。

#### 設置型ゴキブリ対策
バルサンGキャップ
【防除用医薬部外品】
置いた日から1年間効くゴキブリ誘引殺虫剤。餌の減り具合がひと目で分かり、目立たないクリア容器を採用。
バルサンゴキブリ調査中
ゴキブリがいるかもと不安を感じた時、居そうな場所に1週間を目安に設置して、ゴキブリがいるかどうかを調べることができるゴキブリ捕獲器。

#### スプレータイプ
バルサンまちぶせスプレー
【第2類医薬品】
あらかじめ通り道にスプレーするだけで、その上を通ったゴキブリを駆除し、室内への侵入を防ぐスプレータイプ。2014年3月に新たにマダニの効能を追加してリニューアル。
バルサンまちぶせくんPROスプレー
あらかじめ虫の隠れ場所や通り道に噴霧するだけで知らぬ間に不快害虫を駆除できるスプレー。
バルサンハチにおそわれたらシューして逃げるスプレー
遠足・キャンプなどのアウトドアや屋外での作業時、ハチに襲われた時の護身用スプレー。連続10秒噴射の1本使いきり。

#### 虫よけ
バルサン虫こないもん 吊り下げ
不快害虫が屋内へ侵入するのを防ぐ玄関先・ベランダ・軒下に吊るすタイプの虫よけ。ランタン・クマ・リースの3種類。
バルサン虫こないもん 置くだけ
置くだけで飛翔している不快害虫を駆除する室内用虫よけ。ボタニカル・プランツ・ブタの3種類。
スキンバルサン ガードミストウォーター
【防除用医薬部外品】
乳幼児にも使用制限のない安心成分イカリジン配合の虫よけスプレー。容量は50mL・220mL・400mLの3サイズ。効果は最大8時間持続。
バルサンアミ戸に塗る虫よけ
網戸やサッシに塗るだけで優れた虫よけ効果がある。玄関のドア枠やゴミ箱、換気口にも使える。塗るタイプなので、ムラなくしっかり防虫でき、薬剤を吸い込む心配がない。虫よけ効果は約1か月持続する。

#### うじ・ボウフラ対策
バルサン水性うじ殺し乳剤
【第2類医薬品】
水で希釈して使用する乳剤。以前は「バルサンうじ殺し乳剤」で発売されていたが、レックへの移管と同時に、殺虫剤の成分がフェンチオンからプロペタンホスに変更され、ボトルも茶色から白色に変更して改名・リニューアルされた（製造販売元：住化エンバイロメンタルサイエンス）。

#### 除菌・消臭
バルサンプラス クロラスバリアふんわりミスト
食品添加物の除菌成分（亜塩素酸水）の働きでウィルス・菌・ニオイを99.9%除去する広範囲に細かく霧状に噴霧できるスプレー。衣類や布製品、水回りの除菌・消臭に幅広く使える。低刺激・ノンアルコール・無香料。つけかえ用もある。
バルサンプラス クロラスバリアスプレー
食品添加物の除菌成分（亜塩素酸水）の働きでウィルス・菌・ニオイを99.9%除去するトリガータイプの除菌・消臭スプレー。低刺激・ノンアルコール・無香料。つけかえ用もある。
バルサンプラス クロラスバリアシート用スプレー
食品添加物の除菌成分（亜塩素酸水）の働きでウィルス・菌・ニオイを99.9%除去する除菌・消臭スプレー。ティッシュペーパーや布巾に直接プッシュして使うので、水濡れに弱いリモコンやスマートフォンにも使える。低刺激・ノンアルコール・無香料。つけかえ用もある。
バルサンプラス クロラスバリア携帯用スプレー
食品添加物の除菌成分（亜塩素酸水）の働きでウィルス・菌・ニオイを99.9%除去する携帯用のスプレー。低刺激・ノンアルコール・無香料。
バルサンプラス クロラスバリアキッチンスプレー
食品添加物の除菌成分（亜塩素酸水）の働きでウィルス・菌・ニオイを99.9%除去するキッチン用スプレー。調理前の手指の洗浄や調理器具の除菌に最適。低刺激・ノンアルコール・無香料。
バルサンプラス マスクキレイ
天然由来の除菌・消臭成分を配合したマスク用のウィルス除去・消臭スプレー。秒速乾燥でスプレー後すぐにマスクを使用できる。ティーツリーの香り。

#### 家庭用品
バルサンダニよけシート
押入れやタンスなどダニが潜む場所に敷くだけでダニを寄せ付けないダニよけシート。抗菌効果もある。殺虫剤不使用。破れにくい不織布製で、両面加工なので表裏関係なく使用可能。置き場所の大きさに合わせて自由にカットして使える。効果は1年間。半畳サイズ（90×90cm）と1畳サイズ（90×180cm）の2サイズ。
バルサンダニとりシート
天然フルーツ成分配合の誘引剤でダニを引き寄せ、強力粘着剤で捕獲して閉じ込める置くだけで簡単に使えるダニとりシート。さらにアレルバスター使用によりダニの死骸やフンから発生するダニアレル物質を抑制する。殺虫剤不使用。S（1～1.5畳用）M（2.5～3畳用）の2サイズ。
バルサンふとん圧縮袋
フィルム内部にダニよけ・防虫成分を練り込んだダニよけと防虫のダブル効果があるふとん圧縮袋。M（シングルふとん用）・L（大きめふとん用）・LL（ダブルサイズふとん用）の3サイズ。

### 業務用くん煙殺虫剤
バルサンCPMジェット
【第2類医薬品】
「バルサンプロEX」の業務用仕様。
バルサンSXジェットタイプ（販売名：バルサンダニα）
【第2類医薬品】
「バルサンダニα」の業務用仕様。後述するが、家庭用の「バルサンダニα」は製造を終了しているため、本品が「バルサンダニα」の代替品でもある。
バルサンPCジェットA
貯穀・飛翔害虫用（ペルメトリン製剤）。以前発売されていた「バルサンPCジェット」をリニューアルした製品。

### 販売終了品
- くん煙式殺虫剤
  - バルサンジェット（医薬品）
  - バルサンPジェット（家庭用）（医薬品）
  - バルサンPジェットS（医薬品） - 広いお部屋に適した大型。煙の穏やかな電池式（付属の専用電池を差し込んで始動）。
  - バルサンジェットV（医薬品）
  - バルサンPVジェット（医薬品） - ダニ・ノミ用。有効成分はペルメトリン・ジクロルボス。処方改良により「バルサンSXジェット」へ継承
  - バルサンSXジェット（家庭用）（医薬品）
  - バルサンSPジェット100【第2類医薬品】 - 「バルサンSPジェット」の業務用仕様。
  - バルサンボンブV（医薬品）
  - バルサンロッドV（医薬品）
  - バルサン香（ロッド）
  - バルサン霧ジェット（医薬品） - 「バルサン」ブランド初の全量噴射式エアゾール。薬剤が（斜め）左・上・右の3方向に噴出するパラボラ効果により効き目がお部屋中にむらなく広がり、アパート・マンションに最適。ゴキブリ・ダニ・ノミ用。有効成分はメトキサジアゾン＋フェノトリン。使用後は水色キャップ側面の「PUSH」を押すことでキャップ（プラスチック）と缶（スチール）に簡単に分別できる。「霧のバルサン」発売に伴い、本品は販売名そのまま（容器は改良）でダニ・ノミ用「霧のバルサンダニ」となった。（製造販売元：大阪造船所（現・ダイゾー））
  - 霧のバルサン【第2類医薬品】
  - 霧のバルサンダニ（販売名:バルサン霧ジェット）【第2類医薬品】（製造販売元：ダイゾー）
  - バルサン錠（医薬品）
  - バルサンリング（付属「バルサン錠」のみ医薬品） - 上記「バルサン錠」を簡便に使用するためのサビない金属製リング。バルサン錠を乗せ、白熱電球に被せて使用し、電球の余熱で薬剤を気化させる。バルサン錠12錠付属。
  - カメムシバルサン
  - バルサンダニα【第2類医薬品】 - 2013年12月製造終了。
  - 水ではじめるバルサンダニ【第2類医薬品】 - 2013年12月製造終了。
  - バルサンPジェットa【第2類医薬品】 - 処理空間が広い場所（映画館やパチンコホール・事業所や学校など）での害虫駆除や、工場の飛翔性害虫（ハエ・蚊）の駆除に向けた業務用。
  - バルサンPXジェット - 業務用。リニューアルに伴い「バルサンPXジェットA」へ継承。
- 殺虫剤
  - 強力バルサン乳剤（医薬品）
  - 強力バルサン油剤（医薬品）
  - バルサンゾール（医薬部外品）
  - うじ殺しバルサンS（医薬品） - オルトジクロロベンゼン、クレゾールに2種の有機リン系殺虫剤（ダイアジノン、ジクロルボス）を配合。ウジ、ボウフラの他ハエ成虫、蚊成虫にも効果がある。必ずうすめて使用。「バルサンうじ殺し乳剤」へ継承
  - バルサン飛ぶ虫氷殺ジェット - 自主回収
  - バルサン這う虫氷殺ジェット - 自主回収
  - バルサンエアゾル（医薬部外品）
  - バルサンエアゾルトップ（医薬部外品）
  - バルサンエアゾルキング（医薬部外品）
  - バルサンエアゾルC（医薬部外品）
  - バルサントップエアゾル（医薬品）
  - バルサンエアゾルF（医薬部外品） - 使用時の香りがさわやかなハエ・蚊用エアゾル。「バルサンこれ1本スプレー【防除用医薬部外品】」へ継承
  - 油虫とりバルサンエアゾル（医薬品）
  - ゴキブリバルサンエアゾル（医薬品）
  - 新ゴキブリバルサンエアゾル（医薬部外品）
  - バイゴンゾール（医薬品）
  - バイゴンF（医薬品） - 塗布用殺虫剤。ゴキブリの通り道にあらかじめ噴霧塗布し、待ち伏せて退治する。イエダニ・ノミ・ナンキンムシにも効果がある。「バルサンまちぶせスプレー【第2類医薬品】」へ継承（製造販売元：バイエル薬品）
  - ツーゴン - 不快害虫用殺虫剤。「バルサンいや〜な虫退治スプレー」へ継承（製造販売元：バイエル薬品）
  - バルサンパウダー（医薬部外品）
  - バルサンスミチオン粉剤
  - ツーゴン微粒剤 - 舞い上がりにくい天然の砂を使用した不快害虫用侵入防止微粒剤（屋外専用）。「バルサンいや〜な虫侵入防止剤」へ継承（輸入販売元：日本バイエルアグロケム（現・バイエルクロップサイエンス）
  - バルサンいや〜な虫退治スプレー
  - バルサンいや〜な虫侵入防止剤
  - バルサンいや〜な虫直撃ジェット
  - バルサンアリの巣退治
  - うじ殺しバルサン粒剤（医薬品） - 使い切りスティックタイプで、便器や便槽、排水溝などにはそのまま散粒し、堆肥などには水に溶かして散布する。
  - バルサンゴキZero1
  - バルサンゴキZero【防除用医薬部外品】 - ライオンに移管後も継続発売されていたが、2013年12月製造終了。
  - バルサンベイト
  - 鼡とりバルサン（医薬部外品）
  - バルサンパナプレート（医薬品劇薬）
  - バルサン直撃ジェット【防除用医薬部外品】
  - バルサンこれ1本スプレー（販売名：バルサンエアゾルF）【防除用医薬部外品】 - 2013年3月製造終了。
  - バルサンうじ殺し乳剤【第2類医薬品】 - 液体タイプ（フェンチオン製剤）。使用の際は目的に応じて5 - 200倍に希釈して使用する。中外製薬時代から発売されているロングセラー製品。一時、【医薬部外品】であった時期があった。レックへの移管と同時に「バルサン水性うじ殺し乳剤」に改名・リニューアルされた。
- ゴキブリ捕獲器
  - わにべえ
  - バルサンゴキブリメチャとれ
- 電子蚊取り
  - バルサン電気蚊取り器（液剤使用タイプ）
  - バルサン電子蚊とり器（マットタイプ）
  - バルサン蚊とりピース（医薬部外品）
  - バルサン蚊とりマットF（医薬部外品）
- 虫よけ剤
  - モスコート（医薬部外品）
  - バルサン虫よけキューブ
  - バルサン虫よけキューブ セレクト
  - バルサン虫よけキューブ 貼るシート 進入禁止
  - バルサン虫よけ【防除用医薬部外品】
- その他
  - バルサン渦巻（蚊取り線香）（医薬部外品）
  - バルサンダニ駆除フォーム（医薬部外品）
  - バルサンハウスダスト・ダニクリア
  - バルサンダニ駆除パック
  - バルサン農薬 - エス・ディー・エス・バイオテックへ事業譲渡
  - クリンザースプレー（ツンとこない防カビスプレー）
  - クリンザージェット（くん煙式防カビ剤） - その後、ライオンが「ルックプラス おふろの防カビくん煙剤」として発売されるようになる。
  - バルサン消臭剤

## 歴代広告キャラクター

### 中外製薬時代
- 谷幹一
- 金田正一
- 松本ちえこ
- 初代 林家木久蔵（現・林家木久扇）
- 渥美清
- 桂三枝（現・六代 桂文枝）
- 山田邦子
- 渡辺徹
- 林家きく姫

### ライオン時代
- アンガールズ
- 河本準一（次長課長）
- 山本モナ

### レック時代
- IKKO
- カンニング竹山
- 白石糸